# Porozumienie o podziale produkcji
Porozumienie o podziale produkcji (ang. Production Sharing Agreement, PSA; lub alternatywnie Production Sharing Contract, PSC) - rodzaj umowy zawieranej między władzami państwowymi danego kraju a firmą lub konsorcjum firm określające prawa i obowiązki sygnatariuszy. Najczęściej PSA zawierane są w sektorze energetycznym i określają zasady wydobycia surowców naturalnych (ropy naftowej, gazu ziemnego) oraz ich podziału. Z reguły zawierane są na długi okres (20-25 lat). Niektóre aspekty PSA mogą być wyjęte spod jurysdykcji danego kraju np. zasady opodatkowania.
PSA po raz pierwszy zostało zastosowane w Boliwii w latach 50. XX wieku, choć pierwsze zbliżone do współczesnych PSA zawarto w Indonezji w latach 60. Obecnie PSA w szczególności są stosowane w krajach Bliskiego Wschodu oraz Azji Środkowej. W ramach PSA rząd danego kraju udziela koncesji wydobywczej koncernowi naftowemu, który ponosi ryzyko geologiczne i finansowe przedsięwzięcia. W przypadku powodzenia i rozpoczęcia produkcji, koncern może odzyskać koszty, zainwestowany kapitał i wydatki operacyjne (ang. cost oil). Zysk natomiast (ang. profit oil) jest dzielony między dane państwo a koncern (zwyczajowo 80% dla państwa, 20% dla koncernu, przy czym proporcje te bywają zależne od światowych cen ropy lub wydajności złoża).